# Infanterie-Division Wildflecken
Die Infanterie-Division Wildflecken war eine deutsche Infanteriedivision im Zweiten Weltkrieg.
Die Division wurde am 17. April 1944 als sogenannte Schatten-Division im Zuge der 26. Aufstellungswelle im Wehrkreis IX aufgestellt. Die Aufstellung erfolgte auf dem Truppenübungsplatz Wildflecken.
Mitte Juni 1944 wurde die Division zur Heeresgruppe C nach Italien verlegt. Am 3. Juli 1944 wurden dort die Regimenter der Infanterie-Division Wildflecken zur Auffrischung der vorher stark dezimierten 715. Infanterie-Division eingesetzt. Der Stab bildete die 232. Infanterie-Division, welche mit der 27. Aufstellungswelle aufgestellt wurde.
Die Gliederung der Division war:
- Grenadier-Regiment Wildflecken 1
- Grenadier-Regiment Wildflecken 2
- Artillerie-Abteilung Wildflecken
- Pionier-Bataillon Wildflecken